# Île de la Jatte
Die Île de la Jatte oder Île de la Grande Jatte ist eine französische Flussinsel in der Seine. Sie liegt im Département Hauts-de-Seine zwischen den Gemeinden Neuilly-sur-Seine und Levallois-Perret auf der rechten Seite der Seine und Courbevoie auf der linken Seite. Der südliche Teil der Insel gehört zu Neuilly, der nördliche zu Levallois.

## Geschichte
1818 erwarb der Herzog von Orléans, Louis-Philippe I., das Château de Neuilly, um seine Familie mit zehn Kindern zu beherbergen. Er legte einen Park an, der die nur mit dem Boot erreichbare Insel umfasste. Er verlegte auch den Temple de Mars („Tempel des Mars“), den sein Vater in Auftrag gegeben hatte, vom Parc Monceau an die Nordspitze der Insel und wandelte ihn in den Temple de l’amour („Tempel der Liebe“) um. Er wurde 1930 an das südliche Ende der Insel verlegt.
Zwischen 1850 und 1870 veränderten Napoleon III. und Baron Haussmann die Insel weiter, und Künstler begannen dort zu malen. Ende des 19. Jahrhunderts wurde die Insel für ihre Maler, insbesondere die Impressionisten, bekannt. Neben Georges Seurat malten Künstler wie Claude Monet, Vincent van Gogh, Alfred Sisley, Charles Angrand und Albert Gleizes Szenen der Insel.
Im Juni 2009 wurde ein 4 km langer Spazierweg um die Insel angelegt, der auf Tafeln Werke der Impressionisten detailliert beschreibt.

## Gemälde

Seurats Ein Sonntagnachmittag auf der Insel La Grande Jatte

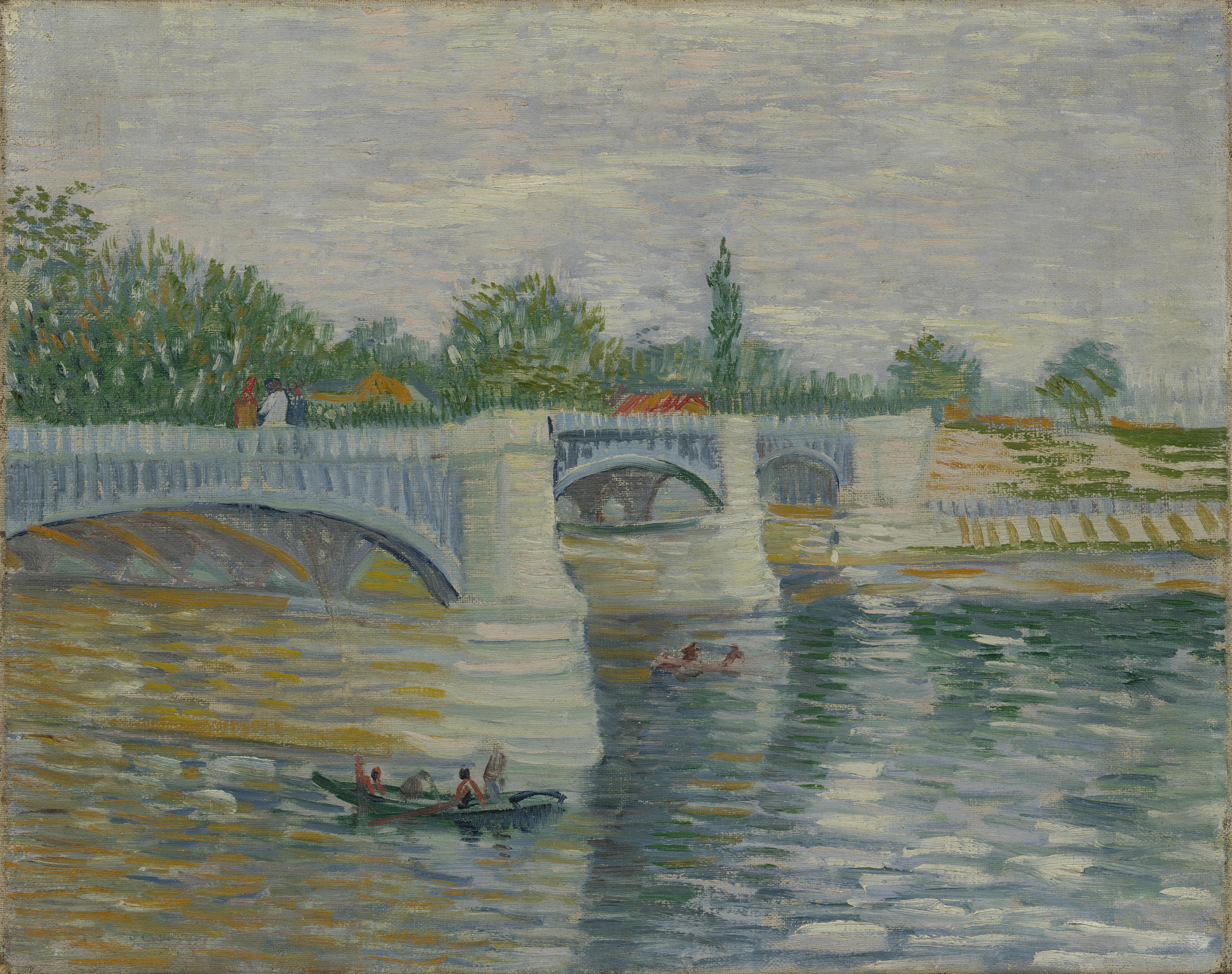
Vincent van Gogh, La Seine et le pont de la Grande Jatte, 1887

Viele Maler haben die Île de la Grande Jatte in Bildern festgehalten:
- Émile Bernard
  - Le Pont de fer d’Asnières, 1887, Öl auf Leinwand, 45,9 × 54,2 cm, Museum of Modern Art, New York City
- Pierre Bonnard
  - Les travailleurs à la Grande Jatte, c. 1916–20, Öl auf Leinwand, 130 × 160 cm, Nationalmuseum für westliche Kunst, Tokio
- Albert Gleizes
  - Les Baigneuses, 1912, Öl auf Leinwand, 105 × 171 cm, Musée d’art moderne de la Ville de Paris
  - L’Île de la Grande Jatte ou Bord de parc avec rivière animée de canots, 1907–09, Pastell und Tinte auf Papier, 25 × 41,5 cm, Privatsammlung
  - L’Île de la Grande Jatte, 1908, Kohle und Gouache auf Papier, 25 × 41,5 cm, Musée National d’Art Moderne, Paris
  - La Seine près de Courbevoie, 1908, Öl auf Leinwand, 54 × 65 cm, Musée Roybet Fould, Courbevoie bei Paris
- Claude Monet
  - L’île de la Grande Jatte, 1874, Öl auf Leinwand, 50 × 70 cm, Privatsammlung
  - À travers les arbres, île de la Grande Jatte, 1878, Öl auf Leinwand, 54 × 65 cm, Privatsammlung
  - Les rives de la Seine, île de la Grande Jatte, 1878, Öl auf Leinwand, 52 × 63 cm, Musée Marmottan Monet, Paris
  - Printemps à l’Île de la Grande Jatte, 1878, Öl auf Leinwand, 50 × 61 cm, Nationalgalerie Oslo
- Alexandre Nozal
  - L’Embâcle de la Seine entre Asnières et Courbevoie, 1891, Pastell und Graphit auf Leinwand, 51 × 90 cm, Petit Palais (Paris)
- Georges Seurat
  - Baignade à Asnières, 1884, Öl auf Leinwand, 201 × 300 cm, National Gallery (London)
  - La Seine à Courbevoie ou Paysage à la tourelle, 1884, Öl auf Leinwand, 15,5 × 24,5 cm, Van Gogh Museum, Amsterdam
  - Un dimanche après-midi à l’Île de la Grande Jatte, 1884–86, Öl auf Leinwand, 207,5 × 308,1 cm, Art Institute of Chicago
  - Temps gris, Grande-Jatte, 1886, Öl auf Leinwand, 70,5 × 86,4 cm, Metropolitan Museum of Art, New York City
  - Le Pont de Courbevoie, 1886–87, Öl auf Leinwand, 46,4 × 55,3 cm, Courtauld Gallery, London
  - La Seine à la Grande Jatte, 1888, Öl auf Leinwand, 65 × 81 cm, Königliche Museen der Schönen Künste, Brüssel
- Alfred Sisley
  - L’Île de la Grande Jatte, 1873, Öl auf Leinwand, 50 × 65 cm, Musée d’Orsay, Paris
- Vincent van Gogh
  - La Seine et le pont de la Grande Jatte, 1887, Öl auf Leinwand, 32 × 40,5 cm, Van Gogh Museum, Amsterdam